# Combretum albidum
Combretum albidum är en tvåhjärtbladig växtart som beskrevs av George Don jr. Combretum albidum ingår i släktet Combretum och familjen Combretaceae. Utöver nominatformen finns också underarten C. a. cooperi.

## Bildgalleri

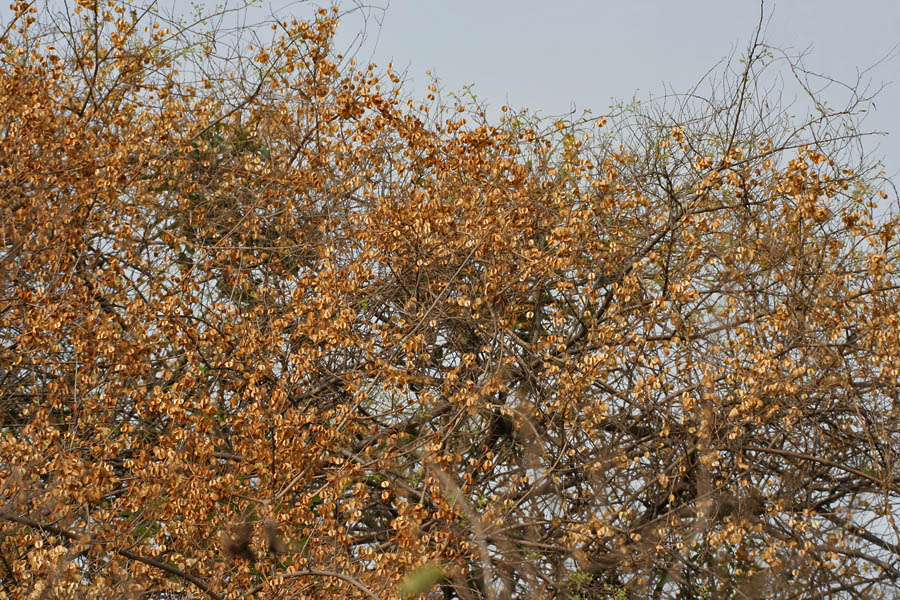
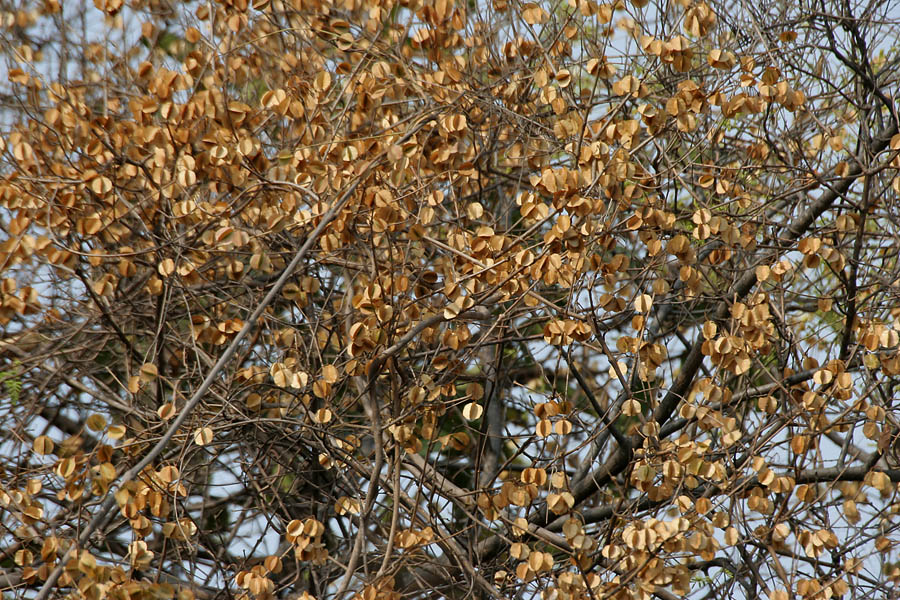
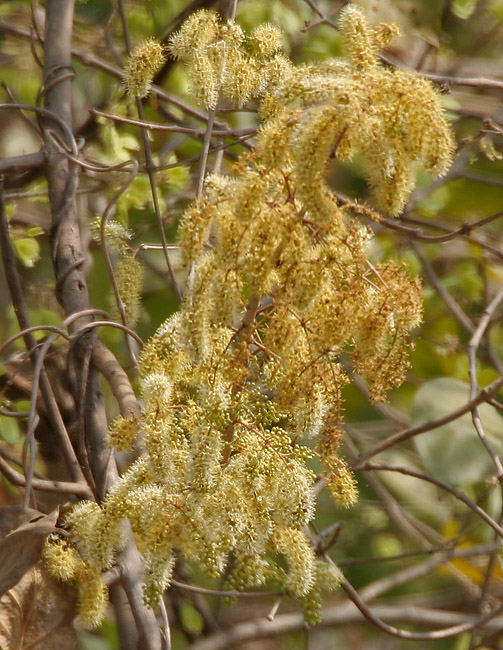
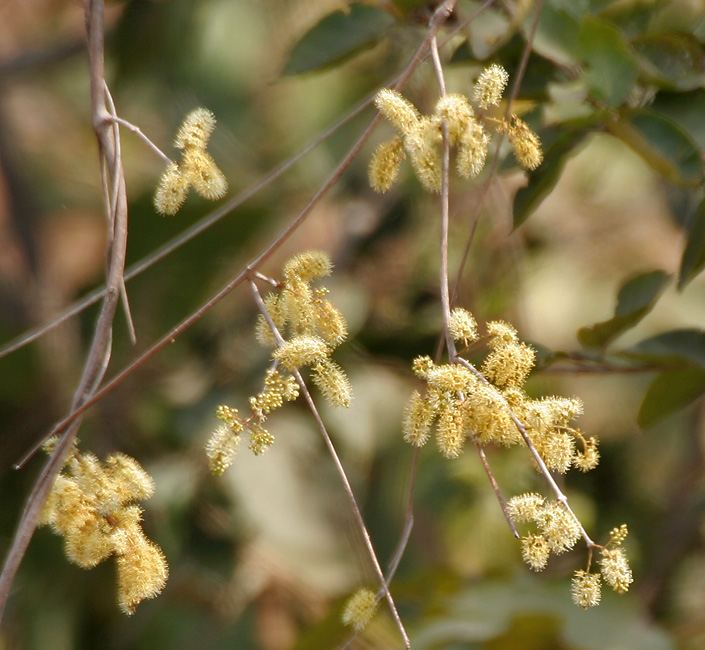
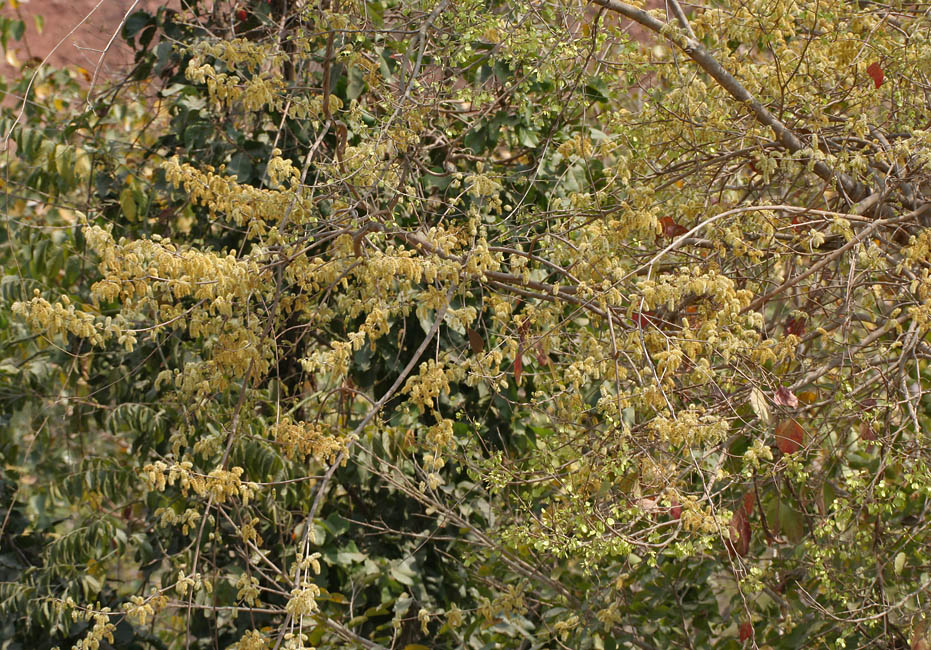
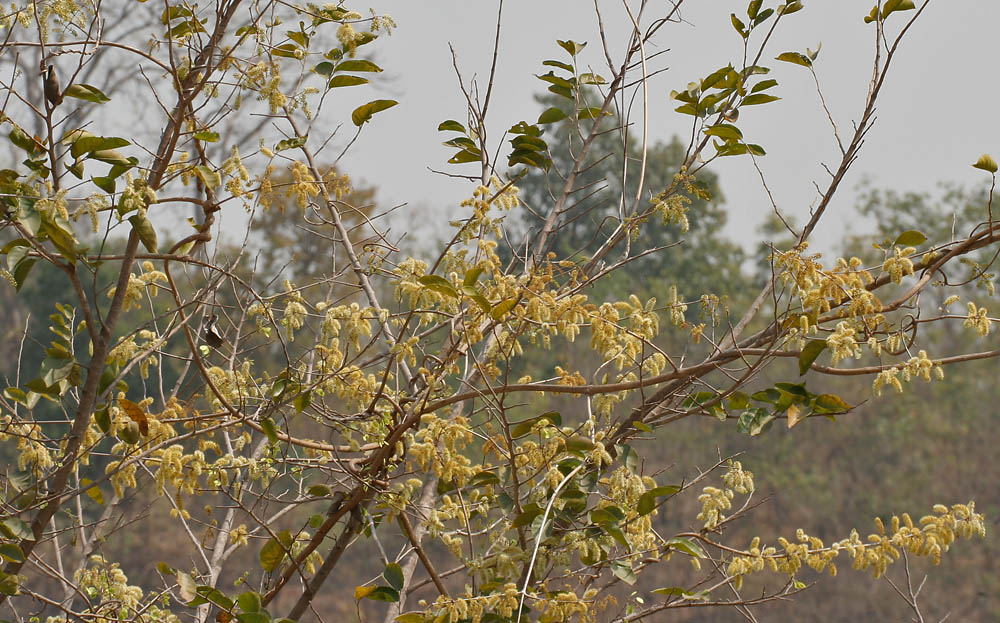